# Férfi diszkoszvetés a 2013. évi nyári európai ifjúsági olimpiai fesztiválon
A 2013. évi nyári európai ifjúsági olimpiai fesztiválon az atlétikai versenyszámok közül a férfi diszkoszvetés versenyeit július 15.-én és július 18.-án rendezték Utrechtben.

## Selejtező
| H  | Cs | Név                                | Nemzet           | 1     | 2     | 3     | E     | Mj |
| -- | -- | ---------------------------------- | ---------------- | ----- | ----- | ----- | ----- | -- |
| 1  | A  | Konrad Bukowiecki                  | Lengyelország    | 45.90 | 56.61 |       | 56.61 | Q  |
| 2  | A  | Veikko Laitinen                    | Finnország       | 55.78 |       |       | 55.78 | Q  |
| 3  | A  | Halász Bence                       | Magyarország     | 54.96 |       |       | 54.96 | Q  |
| 4  | B  | Jordan Guehaseim                   | Franciaország    | X     | 53.80 |       | 53.80 | Q  |
| 5  | A  | Jose Lorenzo Hernandez Barrionuevo | Spanyolország    | X     | X     | 53.29 | 53.29 | Q  |
| 6  | B  | Andrei Rares Toader                | Románia          | 51.92 |       |       | 51.92 | Q  |
| 7  | A  | Pavol Zencár                       | Szlovákia        | 44.13 | 51.80 |       | 51.80 | Q  |
| 8  | A  | Dagnis Rozins                      | Lettország       | X     | 49.91 | X     | 49.91 | q  |
| 9  | A  | Temuri Abulashvili                 | Grúzia           | 45.94 | 49.77 | 41.11 | 49.77 | q  |
| 10 | A  | Rody De Wolff                      | Hollandia        | 49.64 | X     | X     | 49.64 | q  |
| 11 | B  | Stefan Mura                        | Moldova          | 47.53 | X     | 46.87 | 47.53 | q  |
| 12 | B  | Jander Heil                        | Észtország       | X     | 45.89 | 46.97 | 46.97 | q  |
| 13 | A  | Andriy Grytsenko                   | Ukrajna          | 44.18 | X     | 45.73 | 45.73 |    |
| 14 | A  | Sven Todorovic                     | Horvátország     | 40.34 | 44.08 | 43.76 | 44.08 |    |
| 15 | B  | Eoin Sheridan                      | Írország         | X     | 32.26 | 43.96 | 43.96 |    |
| 16 | B  | Kamil Can Muyan                    | Törökország      | 39.49 | 43.62 | X     | 43.62 |    |
| 17 | B  | Andrade Décio Gonçalves            | Portugália       | 42.26 | 43.01 | X     | 43.01 |    |
| 18 | B  | Vitali Nazaruk                     | Fehéroroszország | 35.60 | X     | 38.25 | 38.25 |    |

## Döntő
| H     | Név                                | Nemzet        | 1     | 2     | 3     | 4     | 5     | 6     | E     | Mj |
| ----- | ---------------------------------- | ------------- | ----- | ----- | ----- | ----- | ----- | ----- | ----- | -- |
| Arany | Halász Bence                       | Magyarország  | 61.13 | 57.97 | 59.55 | 60.23 | X     | X     | 61.13 |    |
| Ezüst | Konrad Bukowiecki                  | Lengyelország | 56.15 | 57.94 | 57.02 | 58.10 | 56.61 | 58.35 | 58.35 |    |
| Bronz | Andrei Rares Toader                | Románia       | 52.53 | 56.49 | X     | X     | 55.23 | X     | 56.49 |    |
| 4.    | Veikko Laitinen                    | Finnország    | 53.92 | 53.02 | 53.02 | 54.35 | 55.41 | 53.58 | 55.41 |    |
| 5.    | Rody De Wolff                      | Hollandia     | 50.96 | 50.08 | 52.96 | X     | 49.77 | X     | 52.96 |    |
| 6.    | Jose Lorenzo Hernandez Barrionuevo | Spanyolország | 52.04 | 50.15 | 52.60 | 52.77 | X     | X     | 52.77 |    |
| 7.    | Pavol Zencár                       | Szlovákia     | 51.60 | 48.72 | 52.14 | X     | X     | 48.12 | 52.14 |    |
| 8.    | Dagnis Rozins                      | Lettország    | X     | 48.06 | 50.49 | 50.11 | X     | X     | 50.49 |    |
| 9.    | Stefan Mura                        | Moldova       | 49.09 | 48.61 | X     |       |       |       | 49.09 |    |
| 10.   | Jander Heil                        | Észtország    | 46.48 | 44.69 | X     |       |       |       | 46.48 |    |
| 11.   | Temuri Abulashvili                 | Grúzia        | 44.46 | X     | X     |       |       |       | 44.46 |    |
| -     | Jordan Guehaseim                   | Franciaország | X     | X     | X     |       |       |       | -     | NM |